# 유가만세교
유가만세교(瑜伽萬歲橋)는 대한민국 대구광역시 달성군 유가면 양리에 있는 일제강점기의 건축물이다. 2006년 4월 20일 대구광역시의 문화재자료 제42호로 지정되었다.

## 개요
유가면 양동 유가사 아래쪽 500여m 되는 위치에 흐르는 계천에 가설한 석교이다.
일반적으로 홍예형 석교는 육중하고 견고한 구조감을 주는데 이 석교는 소박하고 경쾌한 구조감을 준다. 이 다리는 원래 척진교로서 척진교비에 따르면 홍예형의 목교로 정묘년(1747)에 건립되었다. 그러나 옆에 세워진 만세교비에 따르면 병진년(1916)에 일인 석공 남목(kusunoki)가 지방인 석공과 합세해서 목교를 석교로 교체하였고 “만세교”라 명명했다.

## 참고 문헌
- 유가만세교 - 국가유산청 국가유산포털